# مالن (نبراسکا)
مالن(به انگلیسی: Mullen) شهری در ایالت نبراسکا کشور ایالات متحده آمریکا است که جمعیت آن در سرشماری سال ۲۰۱۰ میلادی، ۵۰۹ نفر بوده‌است.